# Gong

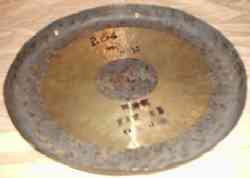
Gong 10-calowy

Gong – instrument muzyczny z grupy idiofonów płytowych uderzanych. 
Jest to wisząca lub ustawiona na specjalnym stojaku tarcza z brązu lub mosiądzu, o wypukłej, czasem falistej powierzchni i lekko zagiętych brzegach. Wprowadza się ją w drgania poprzez uderzenie pałką lub młoteczkiem o miękkiej główce, przy czym rodzaj wzbudzonego dźwięku zależy od miejsca uderzenia. 
Przybył do średniowiecznej Europy z Azji. W orkiestrach wprowadzony został pod koniec XVIII wieku. Istnieje wiele odmian gongów. W skład współczesnej orkiestry symfonicznej wchodzi gong tam-tam (nie należy go mylić z afrykańskim bębnem szczelinowym, tam-tamem).
Gong liturgiczny jest instrumentem muzycznym używanym w Kościele katolickim podczas mszy. Jest podobny do misy dźwiękowej